# NGC 2965
NGC 2965 é uma galáxia lenticular (S0) localizada na direcção da constelação de Leo Minor. Possui uma declinação de +36° 14' 54" e uma ascensão recta de 9 horas, 43 minutos e 19,1 segundos.
A galáxia NGC 2965 foi descoberta em 31 de Dezembro de 1788 por William Herschel.